# 范允謙
范允謙（1549年—1577年），字牧之，號笏林，直隸松江府華亭縣民籍，蘇州府吳縣人，明朝文人。范仲淹十七世孫。

## 生平
范允謙不甘處俗，生性嗜書，無所不讀。隆慶四年（1570年）庚午科應天鄉試第二十三名舉人。雖已與御史中丞陸樹德女兒結婚，但戀上風塵女子杜韋，事情很快被陸樹德知道，大怒下將杜韋捉住，公堂上范允謙用身體護著杜韋，陸樹德一時難以下手，要求找個商人把杜韋嫁了，范允謙假裝允許，但暗地裡假扮成商人把杜韋救出及遠走京師，萬曆五年（1577年）未及等到會試就染上重病，不久身故。杜韋帶著范允謙靈柩回鄉，兩袖藏著范允謙生前喜愛的兩件物品宣和硯及棋盤，渡船途經江心時一躍而下，投江自盡。

## 家族
- 祖父：范啟曄
- 父：范惟丕
- 伯父：范惟一、范惟立
- 弟：范允臨
- 子：范必溶，字象先
- 岳丈：陸樹德